# Society of Woman Geographers
La Society of Woman Geographers (« Société des femmes géographes ») est une société américaine de géographie fondée en 1925, alors que les femmes étaient exclues des sociétés professionnelles. Fondée par Gertrude Emerson Sen, Marguerite Harrison, Blair Niles et Gertrude Mathews Shelby, elle rassemble les femmes intéressées notamment par la géographie, l'exploration du monde et l'anthropologie.

## Fondation
La Society of Woman Geographers est fondée en 1925 par Gertrude Emerson Sen, Marguerite Harrison, Blair Niles et Gertrude Mathews Shelby. À l'époque, les femmes sont exclues des sociétés professionnelles comme l'Explorers Club (qui n'a admis les femmes qu'en 1981), et restent marginales à l'Association of American Geographers. Elles décident de fonder leur propre société afin de rassembler les femmes intéressées par la géographie, l'exploration, l'anthropologie et les domaines reliés,,. Les membres en sont admises sur la base de leurs contributions significatives à ces domaines,.
La première présidente de la société est Harriet Chalmers Adams, qui occupe ce poste de décembre 1925 à 1933.

## Fonctionnement
Basée à Washington, D.C., la Society of Woman Geographers compte environ 500 membres, originaires des États-Unis et de plusieurs pays étrangers. Elle a également des groupes situés à Chicago, New York, la baie de San Francisco, le sud de la Floride et Washington, D.C..
L'adhésion à la Society of Woman Geographers se fait uniquement par élection par les membres déjà actives de la société. Les nouvelles membres peuvent être proposées par une membre déjà présente ou se porter candidates d'elles-mêmes, mais la décision est toujours prise par le conseil d'administration.

## Récompenses
La société délivre trois récompenses : la médaille d'or, le prix pour réalisation exceptionnelle (Outstanding Achievement Award), et le prix Edith « Jackie » Ronne pour la recherche ou l'exploration en Antarctique. Elle possède une fonction honorifique, celle de porte-drapeau de la société (Society's Flag Carriers).
La médaille d'or de la société est la plus haute distinction. Elle est décernée à une membre dont « les contributions originales, novatrices ou pionnières sont d'une importance majeure pour la compréhension des cultures et de l'environnement dans le monde ». La première médaille d'or a été remise à Amelia Earhart en 1933. La médaille a été conçue par la graveuse Lucille Douglass (en), et montre la Victoire ailée sur l'arc du monde.

### Lauréates de la médaille d'or[9]
- 1933 : Amelia Earhart, aviatrice américaine, pour son premier vol en solo d'une femme à travers l'océan Atlantique le 20 mai 1932.
- 1942 : Margaret Mead, anthropologue américaine, Pour ses recherches anthropologiques parmi les tribus primitives de Samoa, de Nouvelle-Guinée et d'autres îles des mers du Sud.
- 1944 : Blair Niles, écrivaine américaine, pour ses voyages et ses recherches géographiques présentés dans des romans et des ouvrages de référence publiés, portant sur l'Asie du Sud-Est, l'Amérique centrale et du Sud, et les Caraïbes.
- 1950 : Irene Aloha Wright (en), historienne et journaliste américaine, pour ses recherches géographiques et sa contribution à l'histoire maritime des Tudor, notamment les voyages anglais du XVIe siècle dans les Caraïbes.
- 1975 : Marion Stirling Pugh (en), archéologue américaine, pour ses contributions en archéologie à la connaissance des Olmèques, et la découverte de « têtes colossales » en pierre, en Amérique centrale.
- 1975 : Mary Douglas Leakey, paléontologue britannique, pour ses contributions à notre connaissance de l'évolution de l'Homo sapiens et de son âge sur terre, dans la gorge d'Olduwai en Tanzanie.
- 1975 : Eugenie Clark, ichtyologiste américaine, pour ses contributions à la biologie marine, élargissant les connaissances sur la reproduction et le comportement des requins.
- 1984 : Arlene Blum (en), écrivaine et alpiniste américaine, pour ses triomphes en alpinisme, menant les premières ascensions féminines du mont McKinley, du Garwhal Himalaya Brigupanth, et de l'Annapurna, et atteignant 24 000 pieds sur le mont Everest.
- 1987 : Freya Stark, exploratrice britannico-italienne, pour ses explorations au Moyen-Orient, notamment son voyage en radeau sur l'Euphrate, et ses livres qui en rendent compte.
- 1990 : Jane Goodall, éthologue et anthropologue britannique, pour ses études pionnières des chimpanzés sauvages en Tanzanie.
- 1990 : Sylvia Alice Earle, océanographe américaine, pour ses réalisations en tant que biologiste océanique, plongeuse expérimentée, polyvalente et intrépide, leader et/ou pilote de plongées record en eaux profondes dans des sous-marins miniatures ou des submersibles.
- 1993 : Kathryn Sullivan, astronaute américaine, pour sa mission pionnière de neuf jours dans l'espace en tant que membre de l'équipage de la navette Challenger, devenant ainsi la première femme américaine à « marcher » dans l'espace.
- 1993 : Anne LaBastille, écrivaine et photographe américaine, pour son travail de consultante en matière de faune et de flore sauvages, et son travail sur la faune rare et menacée, les zones sauvages, les pluies acides et les femmes dans la nature, en particulier en Amérique centrale, dans les Caraïbes et dans le nord de l'Amérique du Sud.
- 1996 : Rae Natalie Prosser de Goodall (en), biologiste américaine, pour ses travaux de botanique et de biologie sur la flore et la faune de la Terre de Feu, en Amérique du Sud.
- 1996 : Pam Flowers, exploratrice, pour ses exploits de pionnière en tant que randonneuse en traîneau à chiens en solitaire dans l'Arctique, et en tant que première personne à parcourir les 2 500 miles à travers l'Amérique du Nord arctique, la plus longue randonnée en traîneau à chiens en solitaire par une femme.
- 1999 : Anna Curtenius Roosevelt, archéologue américaine, pour la découverte de preuves d'une culture préhistorique jusqu'alors inconnue dans le bassin de l'Amazone.
- 2005 : Tanya Atwater, géologue américaine, pour son travail de pionnière dans le domaine de la tectonique des plaques, qui a permis de mieux connaître les mouvements de la terre, du sommet des montagnes au fond des océans.
- 2008 : Laurie Marker (en), zoologue américaine, pour ses travaux en tant que biologiste de la conservation, et pour la fondation du Cheetah Conservation Fund en Namibie, où elle a également créé le Centre international de recherche et d'éducation dans le principal habitat du guépard du pays.
- 2011 : Susan Shaw (en), toxicologue marine américaine, pour ses recherches pionnières documentant les effets nocifs des produits chimiques fabriqués par l'homme sur la vie marine.
- 2014 : Rebecca Lee Lok-Sze, exploratrice de Hong-Kong, pour son exploration physique des trois régions polaires - l'Arctique, l'Antarctique et le mont Everest - afin de témoigner scientifiquement du réchauffement des régions extrêmes de la planète et de sensibiliser le public aux conséquences mondiales sur le niveau des mers et le climat. Mme Lee a également créé un musée consacré au changement climatique à Hong Kong.
- 2017 : Constanza Ceruti (en), pour ses réalisations dans le domaine de l'archéologie en haute altitude, notamment pour la découverte de trois momies incas préservées dans la cordillère des Andes.
- 2022 : Mechtild Rössler, pour son « influence déterminante sur le patrimoine mondial de l'UNESCO au cours de ses 30 années passées au sein de différentes divisions de l'UNESCO ».